# John Bowers

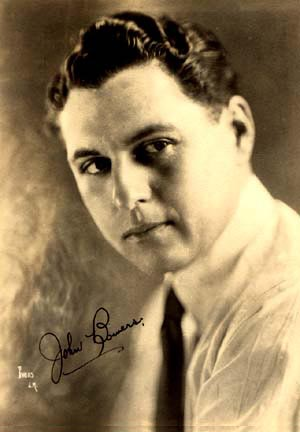
John Bowers

John Bowers, född 25 december 1885  i Garrett i Indiana, död 17 november 1936, var en amerikansk skådespelare. 
Han gjorde filmdebut 1916. Denne stilige man medverkade i många filmer, ofta i den romantiska genren, där han spelade mot filmens mest glamorösa skådespelerskor. När ljudfilmen gjorde sitt intåg minskade hans popularitet och han fick svårt att hitta filmroller. Bowers blev alkoholist och tog livet av sig (genom att dränka sig) vid 50 års ålder. Hans självmord och omständigheterna bakom detta utgjorde idén till självmordsscenen i filmen Hollywood (1937) och nyinspelningen En stjärna föds (1954).
Han var en tid gift med Marguerite De La Motte.

## Filmografi (urval)
- 1916 – Hulda from Holland
- 1920 – Madame X
- 1922 – Lorna Doone
- 1924 – The White Sin
- 1925 – Kungar i landsflykt
- 1926 – The Danger Girl
- 1927 – Ragtime